# Wormslakken
De wormslakken (Vermicularia) is een geslacht van slakken uit de familie van de Turritellidae.

## Omschrijving
Deze slakken komen hoofdzakelijk voor in de tropen. In hun eerste levensjaren hebben ze nog een dichtgewonden huisje, maar naarmate ze ouder worden, worden lossere, onregelmatige windingen aangelegd. De dieren gaan dan overeenkomsten vertonen met kalkkokerwormen. Hun voedsel bestaat uit kleine diertjes, die ze vangen door met de voet slijm af te scheiden.